# Beltrán de Tolosa (hijo de Alfonso Jordán)
Beltrán (fl. 1147–1159) fue hijo ilegítimo de Alfonso Jordán, conde de Tolosa. Acompañó a su padre al Levante durante la segunda cruzada. En lugar de regresar a su patria, capturó 'Urayma, una fortaleza en el condado de Trípoli en 1148 o 1149, al parecer en un intento de apoderarse de todo el condado de su pariente, el conde Raimundo II . Raimundo persuadió a dos gobernantes musulmanes sirios, Nur al-Din y Unur, para que atacaran 'Urayma. Capturaron a Beltrán, y vivió en cautiverio hasta 1159, cuando fue liberado gracias a un acuerdo entre Nur al-Din y el emperador bizantino Manuel I Comneno sobre la liberación de los prisioneros cristianos de Nur al-Din. Después de esto no se conocen más detalles de su vida.

## Primeros años de vida
Beltrán era el hijo ilegítimo de Alfonso Jordán, conde de Tolosa, y de una amante desconocida. Alfonso Jordán era el hijo menor de un destacado líder de la primera cruzada, el conde Raimundo IV de Tolosa. Raimundo inició el sitio de la ciudad levantina de Trípoli después de la cruzada en 1103, y Alfonso Jordán nació en el campamento de su padre cerca de la ciudad en el mismo año. Aunque Raimundo no pudo capturar la ciudad, se autoproclamó conde de Trípoli cuando nació Alfonso Jordán. Después de que su padre muriera en un accidente en 1105, el menor de edad Alfonso Jordán fue llevado a Toulouse por su madre viuda, Elvira de Castilla, para reclamar el condado de su padre en el sur de Francia. Toulouse había sido gobernada por su medio hermano mayor, también llamado Beltrán, nacido del matrimonio anterior de su padre que había sido anulado por razones de consanguinidad por las autoridades eclesiásticas. El anciano Beltrán cedió Tolosa a Alfonso Jordán y se dirigió a Trípoli para completar la conquista de la ciudad. Capturó Tolosa con la ayuda de los gobernantes católicos vecinos y una flota genovesa en 1109. Fue sucedido como conde de Trípoli por su hijo, Ponce, en 1112, y por el hijo de Ponce, Raimundo II, en 1137.

## Segunda cruzada

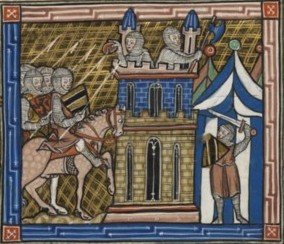
Sitio de Damasco (1148): Beltrán fue uno de los cruzados que atacaron la ciudad siria.

Alfonso Jordán se unió a la segunda cruzada y zarpó hacia el Levante c. del 15 de agosto de 1147. Beltrán acompañó a su padre y desembarcaron en la ciudad de Acre en el Reino de Jerusalén. El medievalista Christopher Tyerman escribe que Alfonso Jordán, un hijo legítimo, «claramente poseía un derecho formal más fuerte» a Trípoli que Raimundo II, el nieto del medio hermano bastardo de Alfonso Jordán. Según el historiador Jean Richard, Alfonso Jordán pudo reivindicar el condado porque había sido «porfirogéneta», es decir, había nacido después de que su padre asumiera el título de conde. Richard también cree que Alfonso Jordán quería apoderarse del condado para su bastardo, Beltrán, mientras legaba Tolosa a su hijo legítimo, el futuro Raimundo V.
Alfonso Jordán murió inesperadamente al llegar a la localidad de Cesarea Marítima. Pronto corrieron rumores de que su muerte se debía a un envenenamiento. El autor no identificado de una crónica siríaca del siglo XIII acusa a Raimundo II del asesinato, presentándolo como un acto preventivo para impedir que Alfonso Jordán anunciara su reclamación sobre el condado. Bertrand continuó la cruzada después de la muerte de su padre y participó en el fallido sitio de Damasco a finales de julio de 1148. Después de este fiasco, la mayoría de los cruzados abandonaron el Levante, pero Beltrán se quedó.

## Conflicto y cautiverio
Beltrán fue al condado de Trípoli y tomó la fortaleza 'Urayma en el norte en 1148 o 1149. Richard y el medievalista Kevin J. Lewis suponen que los nobles tripolitanos, especialmente el señor de la fortaleza, apoyaron a Beltrán. Los historiadores musulmanes casi contemporáneos Ibn al-Athir y Kamal al-Din ibn al-Adim escriben que la captura de 'Urayma fue parte de la estrategia más amplia de Beltrán de apoderarse de todo el condado. Añaden que Raimundo II pidió ayuda a dos poderosos gobernantes musulmanes sirios, Nur al-Din Zengi y Mu'in ad-Din Unur, porque su ejército no era lo suficientemente fuerte como para atacar a 'Urayma. Sus ejércitos marcharon hasta la fortaleza sin resistencia y capturaron a Beltrán, su madre y su séquito. La alianza de Raimundo con los musulmanes escandalizó a los cristianos. Un monje anónimo de Francia acusa a la reina Melisenda de Jerusalén, cuñada del conde Raimundo II, de complicidad por «traición». Los historiadores tradicionalmente han leído el relato del monje como diciendo que una hermana de Beltrán también fue capturada, pero Lewis lo interpreta como implicando a la hermana de Melisenda, la condesa Hodierna, esposa de Raimundo, en la captura. Beltrán estuvo cautivo en la ciudad siria de Alepo cuando las negociaciones entre el emperador bizantino Manuel I Comneno y Nur al-Din condujeron a la liberación de los prisioneros cristianos de Nur al-Din. Beltrán fue uno de los que fueron liberados, pero no se conocen detalles de su vida posterior.